# ستوديو مصر
شركة مصر للتمثيل والسينما تسمى اختصاراً باستوديو مصر. هي أول ستوديو برأس مال مصري مئة بالمئة. حيث قام بتأسيسها طلعت حرب عام 1935 م ويقع مقرها في محافظة الجيزة.

## تاريخ
تم افتتاح ستوديو مصر في السابع من مارس عام 1935 ليساهم في ذلك الوقت في دعم وتقدم السينما في مصر وذلك من خلال شركة مصر للتمثيل والسينما التي كانت إحدى المؤسسات العملاقة التي انشأها الاقتصادى المصري الكبير طلعت حرب منذ عام 1927.

كان طلعت حرب يؤمن بأن تجديد الاقتصاد في مصر لن يتم إلا إذا ازدهرت الثقافة واستنارت العقول بالأفكار الجديدة والثقافة الرفيعة، وكان يؤمن أيضا بأن الثقافة استثمار كبير. وإيماناً منه بضرورة تدعيم الثقافة والفنون ونشر الوعي قام بتأسيس شركة مصر للتمثيل والسينما «ستوديو مصر» لإنتاج أفلام مصرية لفنانين مصريين مثل أم كلثوم، محمد عبد الوهاب وغيرهما.

أم كلثوم في فيلم "وداد" باكورة إنتاج ستديو مصر عام 1935

## أول انتاجه
أنتج ستوديو مصر فيلما قصيرا لمدة عشر دقائق للإعلان عن المنتجات المصرية. كما أنتج نشرة أخبار أسبوعية عن الأحداث في مصر يتم عرضها في دور العرض قبل بداية أي فيلم، وقام أستوديو مصر بإرسال البعثات الفنية من المصريين إلى أوروبا لتعلم فنون التصوير والإخراج والديكور والمكياج فسافر أحمد بدرخان - موريس كساب (إخراج)، حسن مراد - محمد عبد العظيم (تصوير) - مصطفى والى (صوت)، ولي الدين سامح (ديكور)، نيازي مصطفى (مونتاج)، وتم تعيين الفنان أحمد سالم مديراً لاستوديو مصر. وقد أكد طلعت حرب على أهمية السينما وخطورة دورها عندما قال «إننا نعمل بقوة اعتقادية وهي أن السينما صرح عصري للتعليم لاغنى لمصر عن استخدامه في إرشاد سواد الناس».
أول فيلم تم إنتاجه كان فيلم (وداد) عام 1935 لكوكب الشرق أم كلثوم ومنذ افتتاح هذا الصرح السينمائي الكبير وحتى الآن شهد تطوراً كبيراً في كافة المجالات سواء الفنية أو التكنولوجية في مجالات الديكور والتصوير والمونتاج وكذلك البلاتوهات المخصصة للتصوير وقد كان لاستديو مصر دوراً ايجابياً في تاريخ الإنتاج السينمائي الرفيع في مصر وساهم فيدعم موقع مصر الريادى في المجال الفنى وأكد جدارتها في أن تكون عاصمة الفن في الشرق.
أقيم استديو مصر على مساحة كبيرة من الأرض تضم أكثر من بلاتوه للتصوير ويضم ورشاً للديكور وغرفاً للممثلين ومخازن للملابس ومعدات التصوير السينمائي. وقد اهدى رائد السينما الكبير الفنان محمد بيومى استديو مصر عدداً من الات التصوير السينمائي، يضم استديو مصر أشهر ديكور للحارة المصرية التي تتضمنها مشاهد كثيرة للافلام السينمائية.

## وصلات خارجية
- رابط كتاب سنوات ذهبية في السينما المصرية